# 摩爾斯瓦利 (阿拉巴馬州)
摩爾斯瓦利（英語：Moore's Valley）是一個位於美國阿拉巴馬州馬倫戈縣的非建制地區。該地的面積和人口皆未知。

## 地理
摩爾斯瓦利的座標為32°03′59.5″N 87°37′48″W / 32.066528°N 87.63000°W，而該地的平均海拔高度為39米（即128英尺）。